# Strawberry Tree

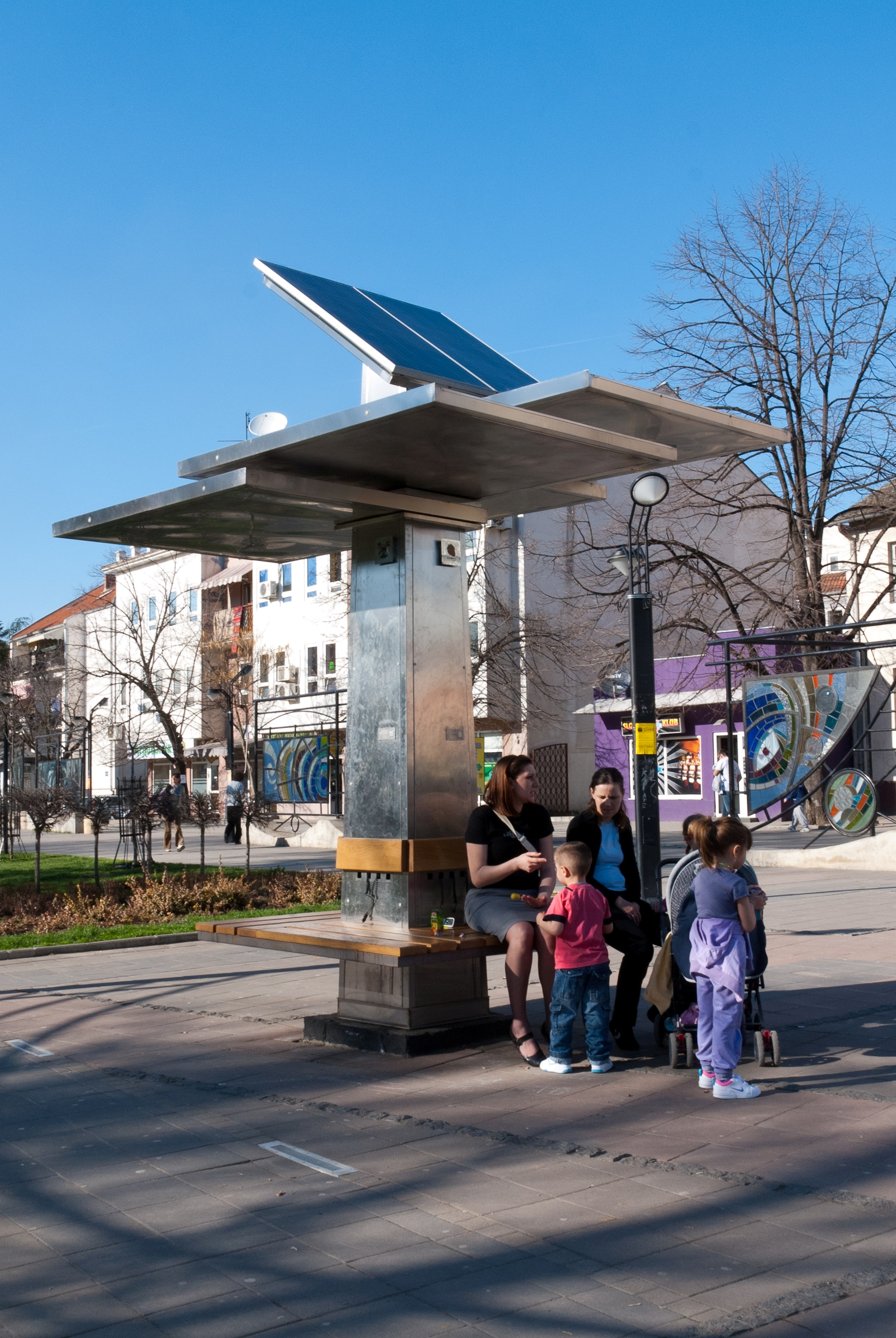
Strawberry Tree на площі в місті Обреновац, Сербія

Strawberry Tree — перший в світі громадський сонячний зарядний пристрій, розроблений сербською компанією Strawberry Energy .
Strawberry Tree — це електрична система, що поєднує сонячну станцію та станцію Wi-Fi, які встановлюються в громадських місцях: площі, парки, сквери — даючи можливість перехожим безкоштовно заряджати свої мобільні пристрої. Його основними частинами є:
- сонячні панелі, що перетворюють сонячну енергію в електричну;
- акумулятори, які накопичують енергію і забезпечують функціонування системи більше 14 днів при відсутності сонячного світла;
- шістнадцять кабелів для різних типів мобільних пристроїв — телефони, планшети, камери, mp3-плеєри і інші;
- електроніка, що керує цією системою.

Крім того, Strawberry Tree надає безкоштовний бездротовий доступ до Інтернету в безпосередній близькості від нього.

## Історія
Ідею громадського сонячного зарядного пристрою для мобільних пристроїв придумав і розробив Мілош Мілісавлевіч (Miloš Milisavljević) — засновник компанії Strawberry Energy. Спочатку це була група студентів технологічного факультету Белградського університету, які прагнули зробити джерело відновлюваної енергії безкоштовним і доступним для всіх.
Перша система Strawberry Tree була встановлена в жовтні 2010 року на головній площі сербського муніципалітету Обреновац. Протягом перших 40 днів з моменту представлення цього виду сервісу було вироблено близько 10000 зарядок. Рік по тому, у співпраці з компанією Telekom Srbija другий зарядний пристрій було встановлено в белградському муніципалітеті Звєздара. У тому ж місяці третій пристрій Strawberry Tree було встановлено в місті Нові-Сад . До початку 2012 року на всіх трьох системах було виконано більше 100 000 зарядок. Після цього системи Strawberry Tree були встановлені в сербських містах Кікінда, Вране, Бор, Валево .

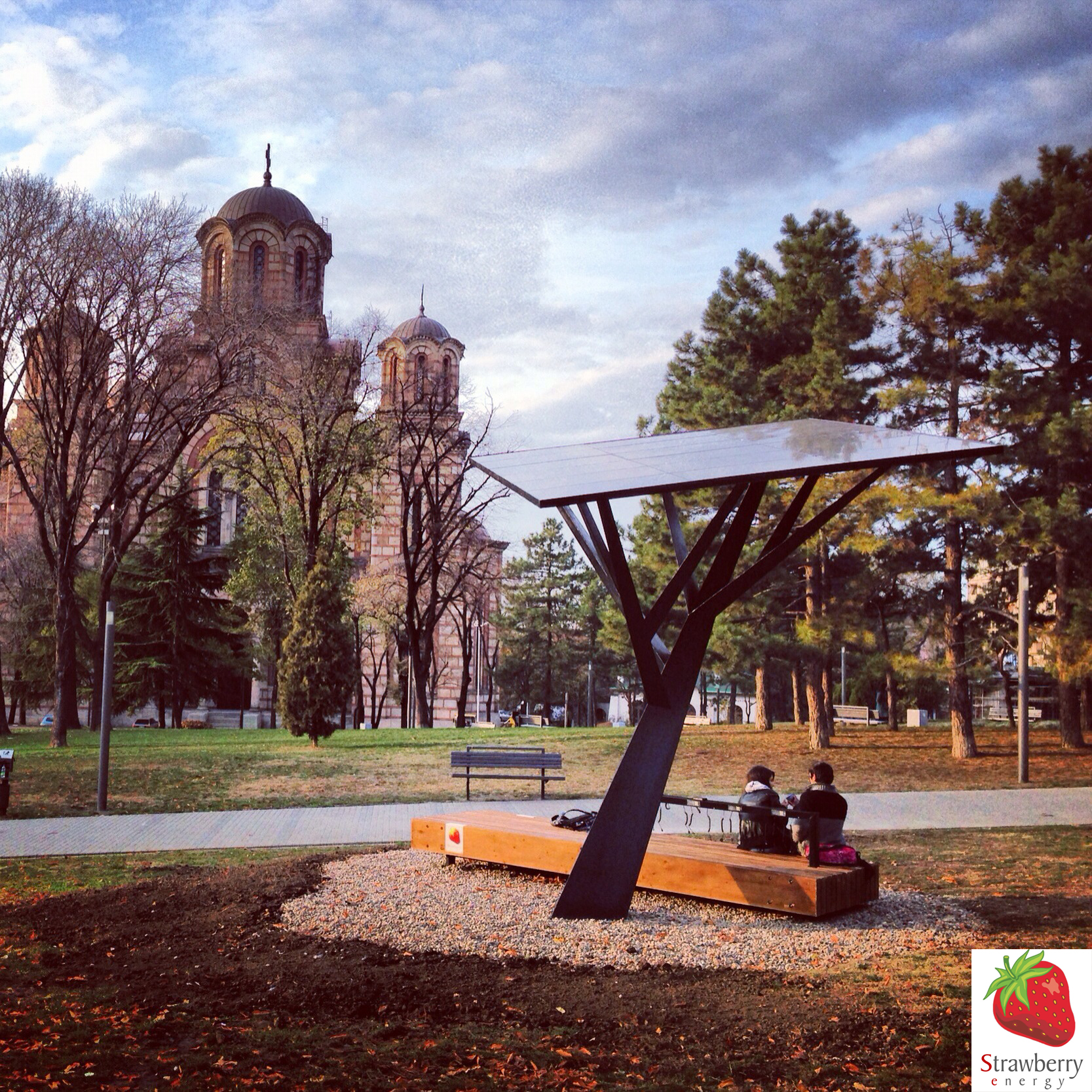
Strawberry Tree на бєлградській площі Славія

У наступні роки, удосконалюючи систему Strawberry Tree та змінюючи її дизайн, компанія Strawberry Energy встановила пристійї в парку Ташмайдан в Белграді (листопад, 2012 року), на бєлградській площі Славія (початок 2013 року), а також два пристрої в місті Бієліна — в міському культурному центрі та міському парку (2013 рік) .